# Petru III Aron
Petru III Aron (... – 1459) fu voivoda (principe) di Moldavia per tre volte dal 1451 al 1457, durante una feroce guerra civile successiva all'omicidio del voivoda Bogdan II di Moldavia ordinato dallo stesso Petru.

## Biografia
Figlio del voivoda Alexandru cel Bun, Petru strappò il trono di Moldavia al nipote Bogdan II di Moldavia nell'ottobre del 1451, quando fece assassinare Bogdan durante una festa di matrimonio a Răuseni. Mentre l'erede di Bogdan, Ștefan, riparava presso Giovanni Hunyadi nel Regno d'Ungheria, Petru venne osteggiato da Alexăndrel di Moldavia che gli strappò la corona nel 1452 salvo poi essere sconfitto da Petru nel 1455.
Per garantire stabilità al suo regno, nel 1456 Petru rinnovò gli accordi commerciali con il Regno di Polonia, a quel tempo retta da Casimiro IV di Polonia, ed accettò di pagare un tributo di 2.000 ducati d'oro al sultano dell'Impero ottomano, Maometto II, per pacificare il confine meridionale della Moldavia.
L'esule Ștefan cel Mare aveva nel frattempo stretto alleanza con il voivoda di Valacchia, Vlad III Țepeș, che gli fornì gli uomini necessari per riprendersi il trono. Ștefan sconfisse le forze di Petru presso il fiume Doljești grazie a 6.000 cavalieri valacchi. Nuovamente sconfitto presso Orbic, Petru Aron si rifugiò nella Fortezza di Chotyn, al confine con il Regno di Polonia, e si affidò all'alleato Casimiro IV, lasciando Ștefan padrone del campo. Nel 1459, Ștefan lanciò un'offensiva contro la Polonia, per eliminare Petru: il voivoda ed il re Casimiro IV siglarono un accordo di pace e Petru, formalmente bandito dalle terre dei Mușatini, dovette riparare in Transilvania. La presenza di Petru nel territorio sottoposto al controllo del Regno d'Ungheria contribuì ad accrescere le tensioni tra il sempre più potente Ștefan ed il re ungherese Mattia Corvino.
Nel 1468, dopo che le forze di Corvino erano state sconfitte dai moldavi nella Battaglia di Baia, Petru perse la protezione ungherese. Nel 1469, Ștefan III cel Mare guidò una spedizione in Transilvania, catturò Petru e lo fece decapitare.
Il figlio di Petru, Ilias, padre del voivoda Alexandru III Cornea (1540-1541), venne a sua volta decapitato nel marzo del 1501.